# Mérida Rugby Club
Mérida Rugby Club es un equipo venezolano de rugby. Está afiliado a la Federación Venezolana de Rugby. Tiene su sede en Mérida. Fue fundado en 1992 por un grupo de estudiantes de la Facultad de Medicina de la Universidad de Los Andes, encabezados por el médico argentino Walter Bishop Gerber. Mérida RC es uno de los organizadores del Torneo Internacional de Rugby Los Andes.
Mérida Rugby Club ocupó el segundo lugar del Campeonato Nacional de Clubes en 2015 y 2016.